# Rektor České zemědělské univerzity
Rektor České zemědělské univerzity v Praze (ČZU) je volený akademický orgán. Představuje hlavu celé univerzity a je ztělesněn osobou z její akademické obce. Současným 11. rektorem je od února 2018 profesor Petr Sklenička.

## Pravomoce
Rektor jedná za univerzitu navenek, činí rozhodnutí, kterými disponuje na základě vysokoškolského zákona České republiky. Je členem České konference rektorů.
Rektor jmenuje a odvolává děkany šesti fakult univerzity, kvestora, prorektory, členy vědecké rady a disciplinární komise univerzity, předkládá rozpočet, výroční zprávu o hospodaření a hodnocení a vydává opatření.

## Charakteristika
Rektora jmenuje a odvolává na návrh Akademického senátu České zemědělské univerzity prezident České republiky. Návrh na jmenování je předkládán prostřednictvím  ministra školství, mládeže a tělovýchovy, který také navrhuje mzdu. Funkční období je čtyřleté a stejná osoba může funkci vykonávat nejvýše dvě po sobě jdoucí období.

## Chronologický výčet rektorů univerzity
- Vladimír Kosil; prof. Dr. Ing. DrSc. 1952 – 1960
- Karel Kudrna; akademik 1960 – 1966
- Emil Kunz; prof. Dr. Ing. DrSc. 1966 – 1970
- Ctibor Lédl; prof. Ing. DrSc. dr.h.c. 1970 – 1985
- Josef Červenka; prof. Ing. CSc. 1985 – 1990
- Jiří Petr; prof. Ing. DrSc. dr.h.c. 1990 – 1994
- Jan Hron; prof. Ing. DrSc. dr.h.c. 1994 – 2000
- Josef Kozák; Prof. Ing. DrSc. dr.h.c. 2000 – 2003
- Jan Hron; prof. Ing. DrSc. dr.h.c. 2003 – 2010
- Jiří Balík; prof. Ing. CSc. dr. h. c. 2010 – 2018
- Petr Sklenička; prof. Ing. CSc. 2018 – dosud.